# Davide Torosantucci
Davide Torosantucci (Lanciano, 3 de novembre del 1981) és un ciclista italià, que fou professional des del 2005 al 2011. Del seu palmarès destaca la Volta a Sèrbia de 2009.

## Palmarès
- 2005
  - 1r a la Gara Ciclistica Montappone
  - 1r al Trofeu internacional Bastianelli
  - 1r al Giro del Cigno
  - 1r al Trofeu Tosco-Umbro
- 2008
  - 1r al Gran Premi ciclista de Gemenc i vencedor d'una etapa
- 2009
  - 1r a la Volta a Sèrbia
- 2011
  - Vencedor d'una etapa a la Volta a Sud-àfrica